# Таміра Пашек
Таміра Пашек (нім. Tamira Paszek; нар. 6 грудня 1990) — австрійська тенісистка.
Таміра народилася в родині уроженки Чилі Франсуази Пашек та уродженця Танзанії Аріффа Могамеда. Тенісом вона почала займатися з чотирьох з половиною років. На юніорському рівні вона двічі була фіналісткою турнірів Великого шолома: Вімблдону в 2005 та Відкритого чемпіонату США 2006 року. Професійною тенісисткою Таміра стала у 2005 році.

## 2011
Найвищим досягненням Таміри став вихід у чвертьфінал Вімблдону 2011, де вона поступислася Вікторії Азаренко. На шляху до чветьфіналу вона виграла затяжний матч у Франчески Ск'явоне (3–6, 6–4, 11–9, 3 години 42 хвилини), потім трисетовий поєдинок із Ксенією Первак (6–2, 2–6, 6–3).

## 2012
За перші п'ять місяців року Таміра виграла всього два матчі, але в червні перемогла в турнірі Eastbourne International. На Вімблдоні вона знову поступилася Азаренко в чвертьфіналі: 3-6, 6-7 (4-7).